# Allison Danzig
Allison Danzig (ur. 27 lutego 1898 w Waco, zm. 27 stycznia 1987 w Ridgewood) – amerykański dziennikarz sportowy.

## Kariera zawodowa
Kształcił się na Uniwersytecie Cornella, gdzie w okresie studiów uprawiał futbol, następnie służył w armii w czasie I wojny światowej. Osiedlił się w Nowym Jorku, gdzie pracował jako reporter sportowy w „Brooklyn Eagle”, a od 1922 przez 45 lat publikował na łamach „The New York Times”.
Pisał o uczelnianych rozgrywkach futbolowych, wioślarstwie, igrzyskach olimpijskich, ale przede wszystkim o tenisie. Obserwował rozwój dyscypliny, od czasu tzw. złotej ery (okres międzywojenny), kiedy uwagę kibiców przykuwały takie gwiazdy jak William Tilden, Suzanne Lenglen czy Helen Wills Moody, aż do początków ery „open”. Z dużą znajomością dyscypliny pisał również o „real tennis” (court tennis, fr. jeu de paume), grze uważanej za pierwowzór tenisa. Obok publikacji prasowych był również autorem wielu książek sportowych. Napisał m.in. przedmowę do opracowania Lance’a Tingaya Tennis. A pictorial history (1973).
Uważany za wzór dla młodszych dziennikarzy, cieszący się szacunkiem pokoleń tenisistów, w 1968 został jako pierwszy przedstawiciel świata mediów uhonorowany miejscem w Międzynarodowej Tenisowej Galerii Sławy. W 1963 był również pierwszym laureatem nagrody dla dziennikarzy tenisowych, przyznawanej przez Longwood Cricket Club w Bostonie (w 1900 organizatora pierwszego meczu o Puchar Davisa). Nagrodzie tej nadano później jego imię (The Danzig Award).